# Gratiot (hrabstwo Lafayette)
Gratiot – wieś w Stanach Zjednoczonych, w stanie Wisconsin, w hrabstwie Lafayette.